# فلوره

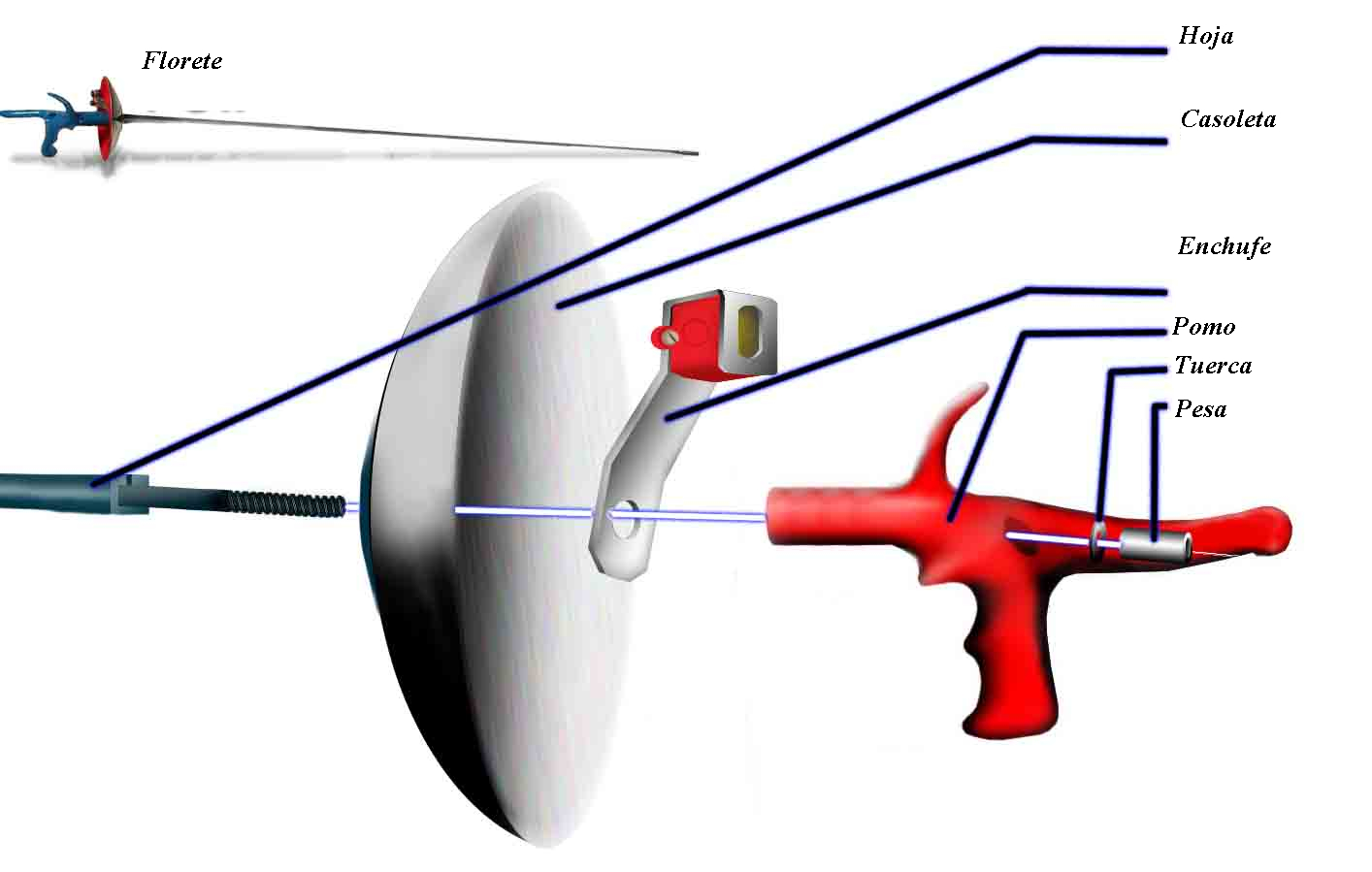
اجزاء شمشیر فلوره.

شمشیرباز فلوره. محدودهٔ مجاز ضربه‌زنی با فلوره (بالاتنه) در نگاره به رنگ قرمز نشان داده شده.

فلوره (به فرانسوی: fleuret) یا فویل (به انگلیسی: foil)، گونه‌ای شمشیر مورد استفاده در ورزش شمشیربازی است.
فلوره رایج‌ترین نوع شمشیر در مسابقات است و عموماً برای آغاز کار مبتدیان کلاس‌های شمشیربازی هم از فلوره استفاده می‌شود.
مسابقات با فلوره را مسابقات «اسلحهٔ فلوره» می‌گویند.
فلوره در مقایسه با شمشیر سابْر بیشتر با شمشیر اِپِه همانندی دارد، اما تیغهٔ اپه از فلوره سفت‌تر، محافظ دست آن بزرگ‌تر، و وزن آن سنگین‌تر است.
مسابقات جهانی و بازی‌های المپیک برای آقایان با استفاده از اسلحهٔ فلوره، اپه و سابر و برای بانوان با اسلحهٔ فلوره انجام می‌شود.